# Hirsch Lipót
Örményesi Hirsch Lipót (Pest, 1841. március 4. – Budapest, 1920. február 2.) nyomdász, nyomdai igazgató, egyesületi elnök, a magyar lassalleánus mozgalom egyik vezetője.

## Élete
Zsidó családban született, édesapja dohánygyáros volt, ám vállalkozása hamar csődbe ment. Lipót szobrász szeretett volna lenni, ám pályát váltott: Müller Emil nyomdahelyiségében (Pester Lloyd) kitanulta a nyomdászmesterséget, majd szedőként kezdett dolgozni a fővárosban, s bekapcsolódott a munkásmozgalomba. Később ausztriai tanulmányútra ment, ahol megismerte a lassalleanizmust. Miután Magyarországra visszatért, bekapcsolódott nyomdászok mozgalmába, részt vett a nyomdászok szervezésében, illetve segély- és önképzőegylet létrehozásában, s a lassalleánus nyomdászmozgalom élére állt. A Pester Lloyd nyomdában kezdett dolgozni, majd 1868-ban a részvénytársaság nyomdai művezetője lett. 1868-ban és a következő évben az Általános Munkásegylet elnökeként is működött, s még ugyanebben az évben elkészítette az általános választójogról szóló kérvényét a munkásoknak. A következő évben a munkásegylet éléről elkerült, s ezután nem foglalkozott többet a mozgalommal. 1873-ban megtették a Franklin Társulat ügyvezetőjévé, amelynek 1894-től egészen 1912-es nyugdíjba vonulásáig ügyvezető-igazgatója is volt. 1912-ben örményesi előnévvel nemességet nyert.